# Eduardo Pinto (director)
Eduardo Pinto ( Moreno, provincia de Buenos Aires, Argentina, 11 de junio de 1967) es un director de cine, guionista y director de fotografía argentino - portugués. Se destaca como director de videoclips y comerciales para Latinoamérica.

## Biografía
Eduardo Pinto comenzó su carrera como fotógrafo, realizando la dirección de fotografía de varios filmes como Donde cae el sol de Gustavo Fontán, Angel, la diva y yo de Pablo Nisenson y La cara del angel de Pablo Torre, entre otras.
En el año 1997, dirigió el mediometraje Negro junto a Osky Frenkel, basado en el cuento Negro Ortega de Abelardo Castillo.
En el año 2003 dirigió la película Palermo Hollywood, la cual quedó en la selección oficial del Sundance Film Festival 2005.
En el 2006 escribió y dirigió el filme experimental Dora, la jugadora, el cual se filmó en tan solo cuatro días, protagonizada por Corina Romero quien ganó el premio a “Mejor Actriz” en el Festival de Mar del Plata 2007 por dicho film.
En el 2010 se estrena en el Bafici Buen día, día, documental sobre la vida de Miguel Abuelo. Ese mismo año, se estrena Caño Dorado, largometraje escrito y dirigido por Eduardo Pinto con las actuaciones de Lautaro Delgado, Camila Cruz y Tina Serrano, entre otros. La película participó de varios festivales, entre ellos el Internationales Filmfestival Mannheim-Heidelberg 2009, el Festival Internacional del Nuevo Cine Latinoamericano en La Habana y el Festival Internacional de Cine de Mar del Plata 2010 donde recibió el Premio Feisal a Mejor Director. 
Además, a lo largo de toda su trayectoria dirigió videoclips de diversos artistas, entre ellos Diego Torres, Estelares, Axel, Catupecu Machu, Luciano Pereyra, La Mosca, Fabiana Cantilo, entre otros. Trabajó con las cadenas de televisión Disney Channel y MTV.
Actualmente, se encuentra en el proceso de preproducción de su próxima película La sabiduría.

## Filmografía
Participó en los siguientes filmes:
Director
- El desarmadero (2021)
- Sector VIP (2021)
- La sabiduría (2019)
- Natacha (2018)
- Corralón (2017)
- Buen día, día (2010)
- Caño dorado (2009)
- Dora, la jugadora (2007)
- Palermo Hollywood  (2004)
- Oeste (cortometraje 2002)
- Negro (mediometraje 2001)
- 20 de junio (cortometraje 1995)
- El Pez (cortometraje 1991)
- De regreso (cortometraje 1987)
- Juan, la caja (cortometraje 1986)

Director de la segunda unidad
- Ley primera (2017)

Guionista
- El desarmadero (2021)
- Corralón (2017)
- Buen día, día (2010)
- Caño dorado (2009)
- Dora, la jugadora (2007)
- Oeste (cortometraje 2002)
- Negro (mediometraje 2001)
- 20 de junio (cortometraje 1995)

Producción
- El desarmadero (2021)
- Corralón (2017)
- Dora, la jugadora (2007)

Productor asociado
- Buen día, día (2010)

Fotografía
- Lo inevitable (2020)
- Natacha (2018)
- Corralón (2017)
- Donde cae el sol (2002)
- Negro (mediometraje 2001)
- Ángel, la diva y yo (1999)
- La cara del ángel (1999)
- 20 de junio (cortometraje 1995)

Cámara
- Donde cae el sol (2002)

Ayudante de cámara
- Geisha (1995)

Montaje
- Oeste (cortometraje 2002)

Diseño de Producción
- Corralón (2017)

## Televisión
Director
- Selenkay (2024)

Director de la segunda unidad
- Machos (serie 2003)
- Fuera de Control (serie 1999)
- Top Secret (serie 1994)
- Acércate más (serie 1990-1991)
- Bravo (serie 1989)
- La invitación (serie 1987)
- Ángel malo (serie 1986)
- Matrimonio de papel (serie 1985)
- Los títeres (serie 1984)
- Alguien por quien vivir (serie 1982)

Asistente de dirección
- Una familia feliz (miniserie 1982)

Director de fotografía
- Apache, la vida de Carlos Tévez (serie 2019)

## Nominaciones
Festival Internacional de Cine de Mar del Plata 2010
- Caño dorado nominada al Premio a la Mejor Película Latinoamericana.

Festival de Cine Sundance 2005
- Palermo Hollywood  nominada al Premio

del Gran Jurado al mejor filme dramático del cine mundial.

## Premios
| Año  | Premio                              | Categoría              | Película                          |
| ---- | ----------------------------------- | ---------------------- | --------------------------------- |
| 1990 | Bienal Buenos Aires                 | Mejor Fotografía Color |                                   |
| 1992 | Septiembre Joven                    | Mejor Retrato "El Pez" |                                   |
| 2000 | Festival Latinoamericano en Trieste | Mejor Fotografía       | Angel, La Diva y Yo               |
| 2002 | MTV 2002 Awards                     | Mejor Video            | "Color Esperanza" de Diego Torres |
| 2010 | Feisal                              | Mejor Director         | Caño Dorado                       |